# Dopesick
 (novembre 2021).
La mise en forme du texte ne suit pas les recommandations de Wikipédia : il faut le « wikifier ».
Les points d'amélioration suivants sont les cas les plus fréquents :
- Les titres sont pré-formatés par le logiciel. Ils ne sont ni en capitales, ni en gras.
- Le texte ne doit pas être écrit en capitales (les noms de famille non plus), ni en gras, ni en italique, ni en « petit »…
- Le gras n'est utilisé que pour surligner le titre de l'article dans l'introduction, une seule fois.
- L'italique est rarement utilisé : mots en langue étrangère, titres d'œuvres, noms de bateaux, etc.
- Les citations ne sont pas en italique mais en corps de texte normal. Elles sont entourées par des guillemets français : « et ».
- Les listes à puces sont à éviter, des paragraphes rédigés étant largement préférés. Les tableaux sont à réserver à la présentation de données structurées (résultats, etc.).
- Les appels de note de bas de page (petits chiffres en exposant, introduits par l'outil «  Source ») sont à placer entre la fin de phrase et le point final[comme ça].
- Les liens internes (vers d'autres articles de Wikipédia) sont à choisir avec parcimonie. Créez des liens vers des articles approfondissant le sujet. Les termes génériques sans rapport avec le sujet sont à éviter, ainsi que les répétitions de liens vers un même terme.
- Les liens externes sont à placer uniquement dans une section « Liens externes », à la fin de l'article. Ces liens sont à choisir avec parcimonie suivant les règles définies. Si un lien sert de source à l'article, son insertion dans le texte est à faire par les notes de bas de page.
- La présentation des références doit suivre les conventions bibliographiques. Il est recommandé d'utiliser les modèles {{Ouvrage}}, {{Chapitre}}, {{Article}}, {{Lien web}} et/ou {{Bibliographie}}. Le mode d'édition visuel peut mettre en forme automatiquement les références.
- Insérer une infobox (cadre d'informations à droite) n'est pas obligatoire pour parachever la mise en page.

Pour une aide détaillée, merci de consulter Aide:Wikification.
Si vous pensez que ces points ont été résolus, vous pouvez retirer ce bandeau et améliorer la mise en forme d'un autre article.
Dopesick est une mini-série dramatique américaine créée par Danny Strong et basée sur le livre reportage Dopesick: Dealers, Doctors and the Drug Company that Addicted America (Dopesick : Dealers, Docteurs, et la compagnie pharmaceutique qui ont rendu l'Amérique accro) écrit par Beth Macy. Cette série de huit épisodes est diffusée aux Etats-Unis sur la plate-forme Hulu à partir du 13 octobre 2021, puis internationalement dans le contenu Star de la plate-forme Disney+, depuis le 3 novembre 2021.

## Synopsis
Dans les années 1990, Richard Sackler commence sa croisade contre la douleur en décidant de commercialiser un nouvel antalgique de Purdue Pharma. Il choisit de présenter un opioïde comme « moins addictif » que les autres dépresseurs de la même classe, et fait former des visiteurs médicaux pour encourager les médecins à le prescrire comme un anti-douleur efficace et inoffensif. Un médecin du pays minier de Virginie du Sud, Samuel Finnix, commence à en prescrire à certains patients. 
Dix ans plus tard, Rick Mountcastle et Randy Ramseyer, travaillant pour le procureur de leur État, enquêtent sur les méthodes commerciales et juridiques utilisées par Purdue Pharma pour vendre en masse l'OxyContin, présenté comme un anti-douleur à base d'opiacés à risque mineur d'addiction, mais dont on soupçonne depuis des années qu'il est la cause d'un trafic d'opioïdes faisant des ravages dans tous les États-Unis. De son côté, à la DEA, Bridget Meyer observe les hausses de décès et de criminalité liées à l'OxyContin et cherche le moyen de limiter sa prescription.

## Distribution

### Acteurs principaux
- Michael Keaton (VF : Bernard Lanneau) : Dr Samuel Finnix
- Peter Sarsgaard (VF : Guillaume Lebon) : Rick Mountcastle
- Michael Stuhlbarg (VF : Bruno Choël) : Richard Sackler (en)
- Will Poulter (VF : Adrien Larmande) : Billy Cutler
- John Hoogenakker (VF : Thierry Ragueneau) : Randy Ramseyer
- Kaitlyn Dever (VF : Leslie Lipkins) : Betsy Mallum
- Rosario Dawson (VF : Annie Millon) : Bridget Meyer

### Acteurs récurrents et invités
- Jake McDorman (VF : Marc Arnaud) : John Brownlee
- Ray McKinnon : Jerry Mallum
- Mare Winningham : Diane Mallum
- Cleopatra Coleman (VF : Déborah Claude) : Grace Pell
- Raúl Esparza (VF : Guillaume Orsat) : Paul Mendelson
- Will Chase (VF : Nicolas Marié) : Michael Friedman
- Phillipa Soo (VF : Barbara Tissier) : Amber Collins
- Lawrence Arancio (VF : Frédéric Cerdal) : Raymond Sackler (en)
- Jaime Ray Newman (VF : Laurence Bréheret) : Kathe Sackler
- Walter Bobbie (VF : Philippe Catoire) : Mortimer Sackler
- Arischa Conner (VF : Virginie Emane) : Leah Turner
- Ian Unterman (VF : Charles Borg) : Jonathan Sackler
- Brendan Patrick Connor (VF : Nicolas Buchoux) : Howard Udell
- Andrea Frankle (VF : Bénédicte Charton) : Beth Sackler
- Winsome Brown : Theresa Sackler
- Alan Campbell : Dr Paul Goldenheim
- Rebecca Wisocky (VF : Véronique Augereau) : Cynthia McCormick
- Meagen Fay : Sœur Beth Davies
- Trevor Long : Rudy Giuliani

Doublage français
- Studio de doublage : Dubbing Brothers France
- Directeur artistique : Thierry Wermuth
- Adaptation : Jonathan Amram

Source : carton de doublage sur Disney+

## Épisodes
1. Un remède miracle (First Bottle) réalisé par Barry Levinson
2. La douleur extrême (Breakthrough Pain) réalisé par Barry Levinson
3. Le 5e signe vital (The 5th Vital Sign) réalisé par Michael Cuesta
4. Pseudo-addiction (Pseudo-Addiction) réalisé par Michael Cuesta
5. Le Lanceur d'alerte (The Whistleblower) réalisé par Patricia Riggen
6. Frappez les toxicos (Hammer the Abusers) réalisé par Patricia Riggen
7. Avertissement de boîte noire (Black Box Warning) réalisé par Danny Strong
8. Le procès contre Purdue (The People vs. Purdue Pharma) réalisé par Danny Strong

## Accueil
Le site d'agrégation Rotten Tomatoes donne un taux d'approbation de 84 % avec une note moyenne de 7,3/10, basée sur 51 critiques. Le consensus critique dit : « Dopesick plie parfois sous le poids de son sujet, mais les performances de Michael Keaton et Kaitlyn Dever et une approche empathique des vraies personnes impactées par la crise des opiacés forment un drame poignant ». Metacritic, qui utilise une moyenne pondérée, donne une note de 68/100 basée sur 25 critiques, indiquant des critiques généralement positives.
Kristen Baldwin d'Entertainment Weekly donne la note de A- et déclare : « Dopesick englobe adroitement la vaste épidémie d'addiction à travers d'histoires intimes, profondément captivantes de dévastation humaine ». Pour USA Today, Kelly Lawler donne une note de 3 sur 4 étoiles et décrit la distribution comme « excellente et empathique, qui permet de poser la série. Keaton est à son meilleur, maîtrisant un personnage qui est un bordel de contradictions et de transformation ».
Trois Couleurs publie une critique favorable. « Si les deux premiers épisodes ont la main un peu lourde sur la B.O. et si la réalisation s’éparpille, la suite se montre convaincante, et Dopesick, pleine d’espoir malgré la noirceur du sujet, a le bon goût de ne jamais sombrer dans le misérabilisme. ».
Le Figaro donne une critique élogieuse de la série. « L’intrigue est ciselée écrite autour des trois axes que sont le travail des autorités, le fonctionnement du laboratoire et les habitants de Finch Creek. Pas un temps mort, pas une image qui ne soit pas parfaite, pas une ligne de dialogue superflue, pas une émotion inutile. Une véritable œuvre d’art. Un réalisme quasi documentaire. »
Pour le quotidien La Croix, la série apporte une nouvelle image des États-Unis. « Au fil d’une narration complexe mais limpide, montrant la progression des opiacés dans les années 1990 et, lors de la décennie suivante, celle de l’enquête judiciaire menée sur les activités de la famille Sackler, Dopesick montre aussi un autre visage de l’Amérique. »
Pour la radio Le Mouv', la série rend hommage aux milliers de vies perdues à cause de ce labo pharmaceutique.
Le Point remarque le contenu politique de la série : « Au moment où les arcs narratifs de plusieurs personnages se croisent enfin et qu’ils se passent le témoin dans cette course de relais ingrate, nous ressentons une immense solidarité envers les Américains oubliés de la classe ouvrière. »
De même, Première note que, « Impressionnant et bouleversant récit sur la crise des opioïdes qui ravage l'Amérique depuis vingt ans, la mini-série Dopesick pointe, sans prendre de gants, le labo Purdue Pharma et ses propriétaires, comme les responsables de cette catastrophe sanitaire ».
Nice Matin qui salue la qualité générale de la mini-série met en avant la performance de Michael Keaton, 
"fascinant en médecin, veuf, d'un patelin perdu en Virginie". Blick salue également la performance de Keaton, distingué par le prix du Meilleur acteur dans une mini-série ou un téléfilm Golden Globes 2022.

## Récompenses et nominations
- Golden Globes 2022 : nomination pour la meilleure mini-série, pour le meilleur acteur dans une mini-série (Michael Keaton), pour le meilleur second rôle féminin dans une mini-série (Kaitlyn Dever)[13].

## Article annexe
- Psychotrope au cinéma et à la télévision
- Painkiller (série télévisée)